# SN 2009Y
SN 2009Y – supernowa typu Ia odkryta 1 lutego 2009 roku w galaktyce NGC 5728. W momencie odkrycia miała maksymalną jasność 16,00m.